# Ademir Ueta
China, właśc. Ademir Ueta (ur. 3 października 1948 w São Paulo, zm. 13 października 2018 w Catanduvie) – piłkarz brazylijski, występujący podczas kariery na pozycji napastnika.

## Kariera klubowa
Karierę piłkarską China rozpoczął w SE Palmeiras w 1966 roku. Z Palmeiras zdobył mistrzostwo stanu São Paulo – Campeonato Paulista w 1966 oraz dwukrotnie wygrał Torneio Roberto Gomes Pedrosa w 1967 i 1969 roku. W latach 1969–1970 występował w Juventusie São Paulo. W latach 1970–1971 był zawodnikiem Náutico Recife.
Kolejnym jego klubem było Grêmio Catanduvense, gdzie występował w latach 1972–1976. W latach 1977–1978 występował w São Bernardo FC, z którego wyjechał do Portugalii do CS Marítimo. Po powrocie do Brazylii ponownie występował Grêmio Catanduvense. Karierę zakończył w Wenezueli w klubie Deportivo Portugal w 1982 roku.

## Kariera reprezentacyjna
W 1968 roku China uczestniczył w Igrzyskach Olimpijskich w Meksyku. Na turnieju China był rezerwowym i wystąpił w tylko meczu grupowym reprezentacji Brazylii z Hiszpanią.